# جند (تعز)
جند هي إحدى قرى الجمهورية اليمنية. تتبع جغرافيا لمحافظة تعز وإداريًا لمديرية مقبنة. يبلغ تعداد سكانها 1839 نسمة حسب الإحصاء الذي أجري عام 2004.